# Sawmill Geyser
Sawmill Geyser est un geyser de type « fontaine » situé dans le Upper Geyser Basin dans le parc national de Yellowstone aux États-Unis. Son nom Sawmill (scierie en anglais) fait référence au vrombissement qu'il émet lors de son éruption. Il a été nommé par Antoine Schoenborn du Hayden Geological Survey de 1871.
Sawmill est le plus grand geyser du complexe Sawmill, une zone de l'Upper Geyser Basin située à environ 3 m du chemin. Les éruptions du geyser sont irrégulières en raison de sa connexion souterraine avec les autres geysers du complexe. Malgré cela, l'intervalle entre ses éruptions a tendance à être compris entre 1 et 3 heures. Souvent, Sawmill entrera en éruption après son voisin Spasmodic Geyser, mais seulement si Penta Geyser, un autre geyser important du complexe, n'entre pas en éruption en premier. Si Penta entre en éruption avant Sawmill, ce dernier se vide de son eau et ne peut pas entrer en éruption tant que le bassin n'est pas rechargé, ce qui est indiqué par une éruption de Spasmodic. Un autre indicateur d'éruption est lorsque Sawmill se remplit d'eau, commence à déborder et que des bulles parviennent à remonter à la surface. Sawmill se vide après ses éruptions. Une grande éruption de Sawmill  peut entraîner des comportements inhabituels dans d'autres geysers de la zone.
Les éruptions de Sawmill étaient fréquentes avant janvier ou février 2017, avant qu'il ait soudainement cessé ses éruptions pendant plus de quatre ans,. Selon les rapports soumis à GeyserTimes.org, la dernière éruption observée de Sawmill avant ces quatre ans d'inactivité s'est produite le matin du 29 janvier 2017. Il a fini par reprendre son activité éruptive avec une éruption à 2 h le 24 juin 2021.

## Galerie de photos

Images de Sawmill Geyser
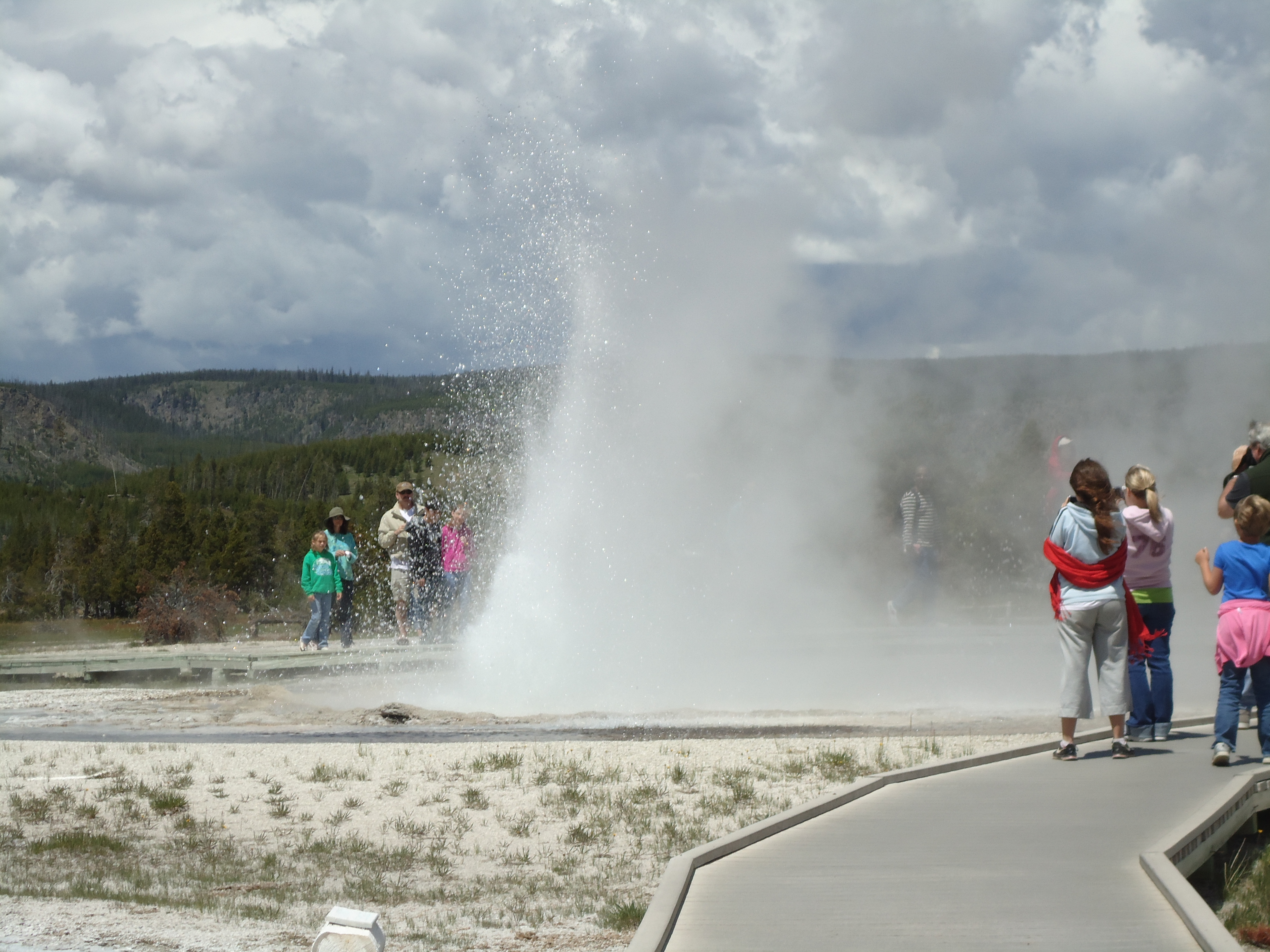
Sawmill Geyser le 5 juillet 2010.
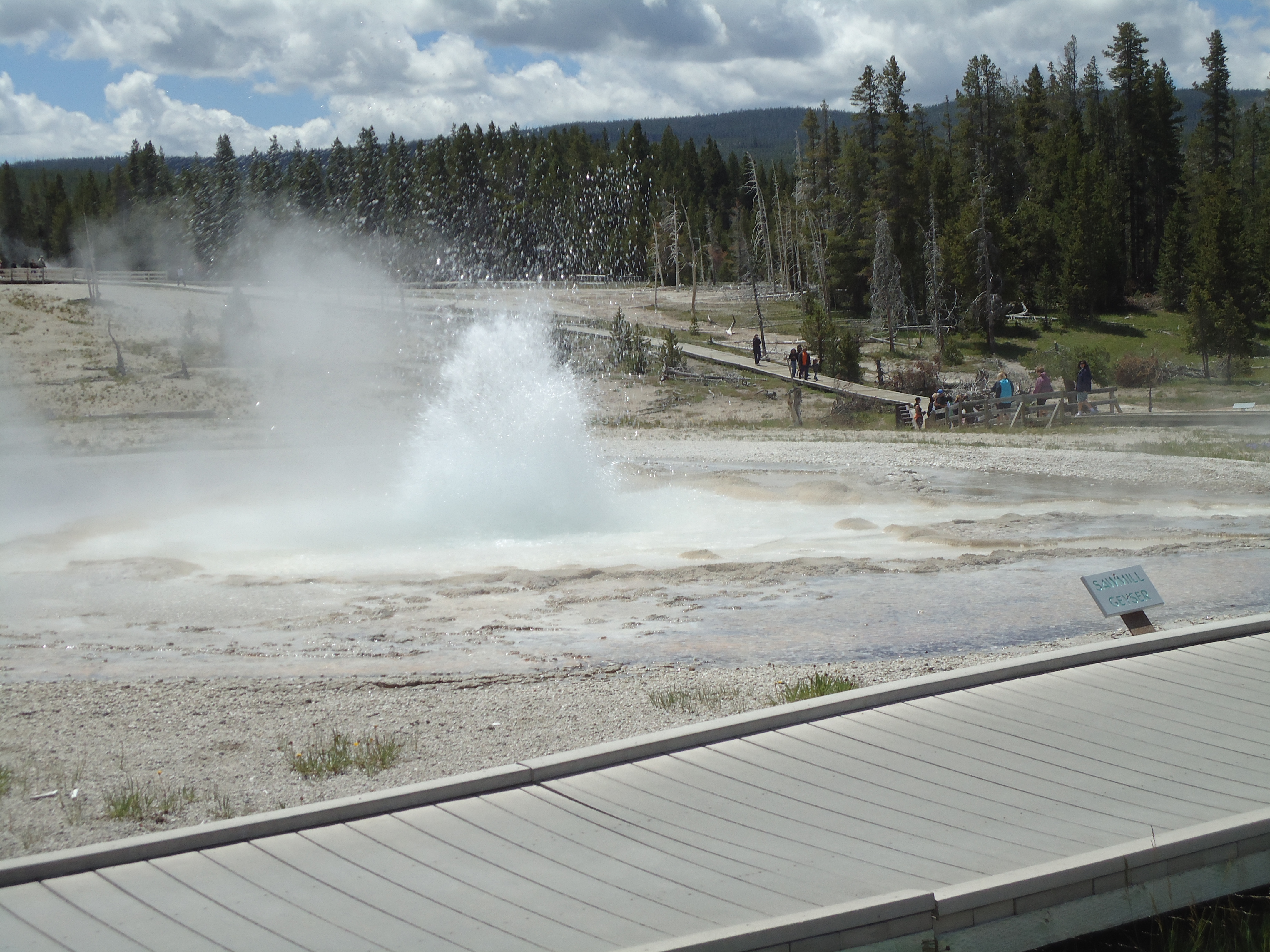
À proximité de Sawmill le 5 juillet 2010.
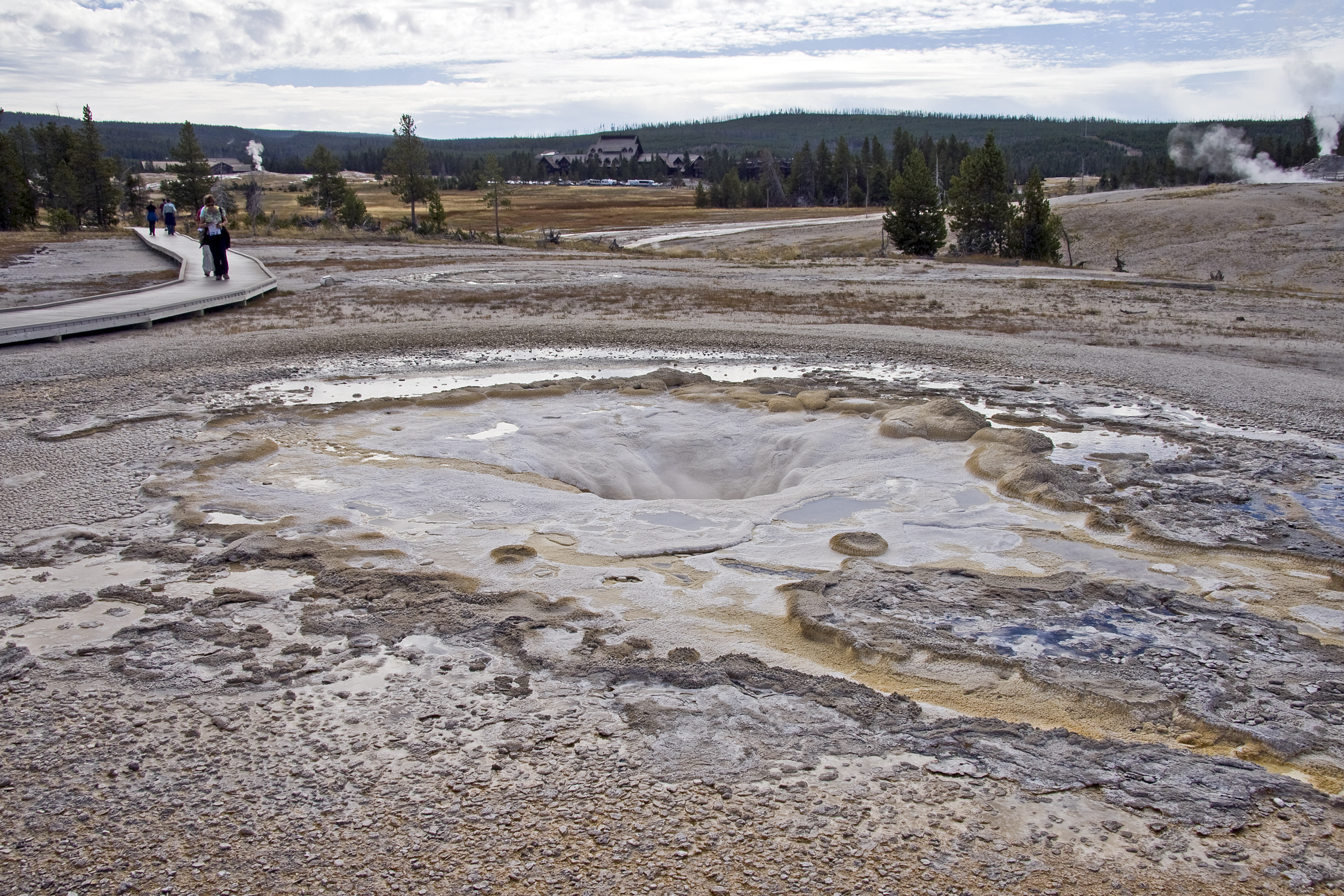
Sawmill Geyser le 17 septembre 2010.